# Đinh Tuyết Tùng
Đinh Tuyết Tùng (tiếng Trung: 丁雪松; bính âm: Dīng Xuěsōng; 27 tháng 5 năm 1918 – 29 tháng 5 năm 2011) là một nhà ngoại giao và chính trị gia người Trung Quốc, bà là nữ đại sứ đầu tiên của Trung Quốc, giữ chức đại sứ tại Hà Lan từ năm 1979 đến 1981 và đại sứ tại Đan Mạch và Iceland từ năm 1982 đến 1984.

## Đầu đời
Đinh Tuyết Tùng sinh năm 1918 tại huyện Ba, Trùng Khánh, bà tốt nghiệp trường trung học nữ sinh Văn Đức và trường dạy nghề nữ sinh tỉnh Tứ Xuyên ở Trùng Khánh, sau đó bà làm việc tại một ngân hàng. Tháng 11 năm 1937, bà kết nạp vào Đảng Cộng sản Trung Quốc và đến tháng 1 năm 1938, bà đến Diên An và ghi danh vào Đại học Quân chính kháng Nhật.
Vào tháng 7 năm 1939, khi Đại học Nữ sinh Trung Quốc ở Diên An thành lập, Tuyết Tùng tham gia lớp nghiên cứu nâng cao và giữ chức phó chủ tịch hội sinh viên. Tháng 10 năm 1941, bà được điều về Diên An để tham gia hoạt động chuẩn bị đến Biên khu Thiểm-Cam-Ninh và được bổ nhiệm làm thư ký cho Lý Đỉnh Minh, phó chủ tịch chính phủ Biên khu Thiểm-Cam-Ninh.

## Sự nghiệp
Năm 1947, Đinh Tuyết Tùng chuyển đến Triều Tiên và được bổ nhiệm làm Tổng thư ký Ủy ban Trung ương về Hoa kiều của Đảng Lao động Triều Tiên và hoạt động trong ban tuyên truyền của Ủy ban Đảng ủy tỉnh Hwanghae. Năm 1948, bà trở thành Chủ tịch Liên đoàn Hoa kiều Triều Tiên và đại diện phái đoàn doanh nghiệp Trung Quốc tại Bình Nhưỡng.
Vào tháng 9 năm 1949, bà được giao nhiệm vụ thành lập chi nhánh Tân Hoa Xã ở Bình Nhưỡng và trở thành chủ nhiệm chi nhánh vào đầu năm 1950. Bà quay về Trung Quốc vào tháng 9 cùng năm sau khi Chiến tranh Triều Tiên diễn ra và vào năm 1951, bà chuyển về Ban Liên lạc Quốc tế thuộc Ủy ban Trung ương Đảng Cộng sản Trung Quốc.
Năm 1952, bà chuyển sang Ủy ban Chỉ đạo Hoạt động Quốc tế của Ủy ban Trung ương Đảng Cộng sản Trung Quốc, đảm nhận chức vụ chánh văn phòng. Năm 1971, bà chuyển sang Hiệp hội Hữu nghị Đối ngoại Nhân dân Trung Quốc với vai trò tổng thư ký và sau đó giữ chức phó chủ tịch hiệp hội.
Năm 1979, bà kế nhiệm Trần Tân Nhân giữ chức đại sứ Trung Quốc tại Hà Lan, trở thành nữ đại sứ đầu tiên của Cộng hòa Nhân dân Trung Hoa. Trong nhiệm kỳ đại sứ, bà giám sát tạo điều kiện thuận lợi cho chuyến thăm của Thủ tướng Hà Lan Dries van Agt tới Trung Quốc vào năm 1980, đây là chuyến thăm đầu tiên của một Thủ tướng Hà Lan đương nhiệm đến Trung Quốc. Năm 1982, bà được bổ nhiệm trở thành đại sứ tại Đan Mạch và Iceland. Với vai trò đại sứ tại Đan Mạch, bà đóng vai trò quan trọng trong việc Nhà máy bia Carlsberg đầu tư vào Nhà máy bia Hoa Đô Bắc Kinh, nhà máy hiện đại nhất Trung Quốc lúc đó. Với những cố gắng trên bà có biệt danh là "đại sứ bia".
Tuyết Tùng nghỉ hưu vào năm 1994 đến năm 2007, bà quyên tặng 10 di vật văn hóa, bao gồm một chiếc bát kỷ niệm của Bộ Ngoại giao Đan Mạch cho Bảo tàng Phụ nữ và Trẻ em Trung Quốc ở Bắc Kinh.

## Gia đình

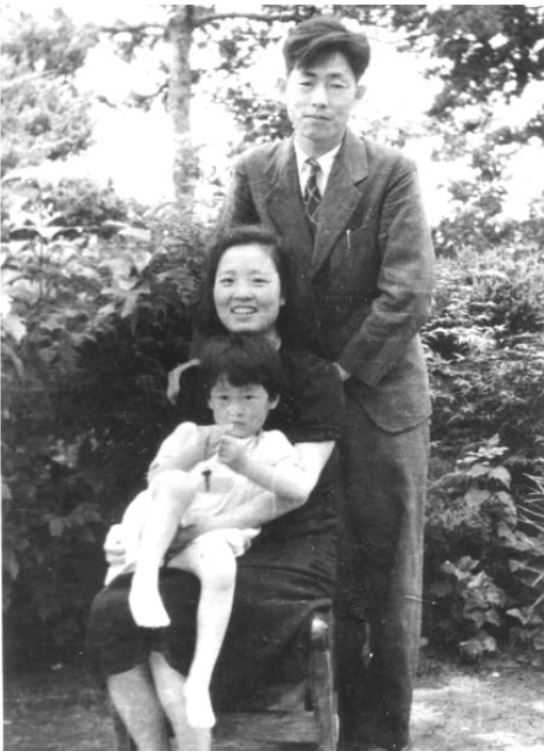
Đinh Tuyết Tùng cùng chồng và con gái.

Đinh Tuyết Tùng kết hôn với nhà soạn nhạc người gốc Triều Tiên Trịnh Luật Thành (tác giả bài hát Hành khúc Quân Giải phóng Nhân dân Trung Quốc, sau này được công nhận là Quân ca Quân Giải phóng Nhân dân Trung Quốc)  vào năm 1941. Bà cùng chồng tới Triều Tiên vào năm 1945, nhưng lại yêu cầu Chu Ân Lai xin phép Kim Nhật Thành cho họ quay về Trung Quốc vào năm 1950. Cả hai có một người con gái tên Trịnh Tiểu Đề.
Bà qua đời ngày 29 tháng 5 năm 2011, hưởng thọ 93 tuổi.